# Атенеум (немецкий журнал 1798—1800)

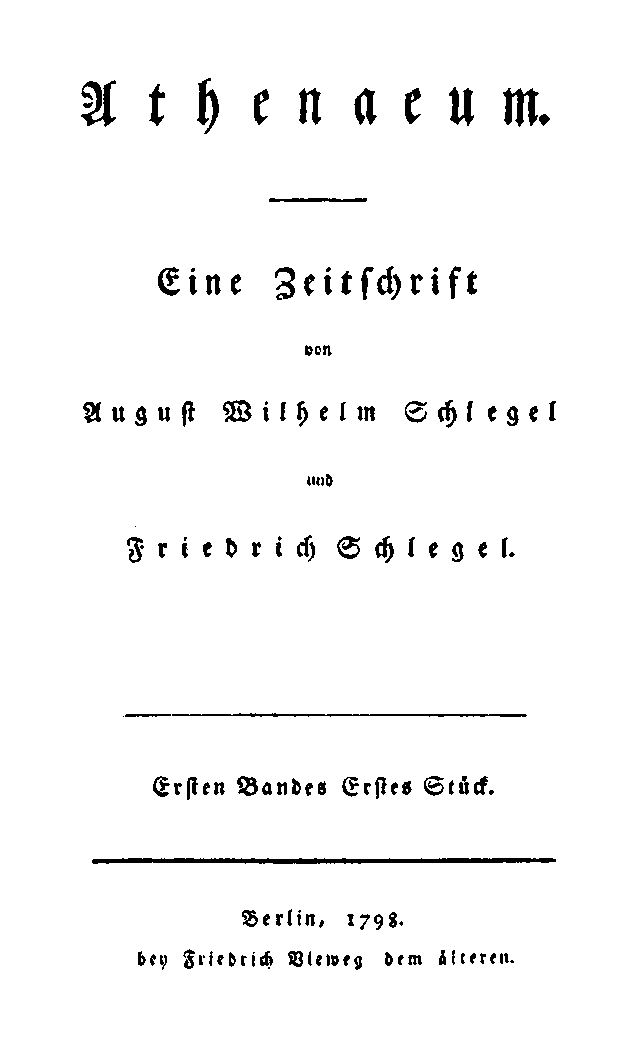
Титульная страница выпуска 1798 года

«Атенеум» (нем. Athenaeum) — журнал, издававшийся в Берлине с 1798 по 1800 год братьями Августом Вильгельмом Шлегелем и Фридрихом Шлегелем. Был ведущим рупором раннего романтизма. В издании были представлены литературные фрагменты, афоризмы и очерки, в которых наиболее точно излагались принципы романтической школы.
Между 1798 и 1800 годами появилось шесть выпусков журнала. Другими участниками были Доротея Шлегель, Каролина Шлегель, Новалис, Август Фердинанд Бернарди, Софи Бернарди, Фридрих Шлейермахер, Август Людвиг Хюльсен и Карл Густав Бринкман.
Продолжение было опубликовано Фридрихом Шлегелем в 1803 году в журнале Europa.